# Lupinus hyacinthinus
Lupinus hyacinthinus är en ärtväxtart som beskrevs av Charles Fuller Baker. Lupinus hyacinthinus ingår i släktet lupiner, och familjen ärtväxter. Inga underarter finns listade i Catalogue of Life.